# حديث الكتاب
حديث الكتاب؛ هو مصطلح شائع يُحكى لهدف إقناع المخاطب بقراءة كتاب ما. ارتبط حديث الكتاب بتقديمه للطلاب داخل الصفوف الدراسية، ومع هذا قُدم حديث الكتب خارج صفوف المدارس ولمختلف المجاميع العمرية كذلك. كونه ليس مراجعة كتاب، أو بحثًا، أو تفسيرًا عن الكتاب، يُعطي حديث الكتاب المجتمع نظرة خاطفة عن شخصيات وترتيب فكرة الكتاب والجدل الذي يثيرهُ، دون الدخول إلى  فكرتهِ الأساسية أو إلى الحدث النهائي. يُحاول حديث الكتب إقناع المستمعين للاهتمام بمحتوى الكتاب الفلاني الذي يريدون منهم أن يقرؤؤه. أطول حديث يكون من خمس إلى سبع دقائق، والقصير نحو مئة وثمانين ثانية إلى أربع دقائق.

## ما وراء المعلوم
لم يكن هنالك مخترع حقيقي لحديث الكتاب، وذلك حسب ما أكده كارول لتلجون، ولقد شجع المعلمون والمكتبيون (القائم بأعمال المكتبة) إلى حد كبير على القراءة ومحو الاُمية، وإن أحد أقدم المصادر يذكر أن هذا الفن الحقيقي كان عند إيمليا مونسون، في الحديقة العادلة حيث سُرِّب من الوحوش. ناقش ماركيرت ايدوراد تنظيم هذا الفن في عام 1930 عندما كان الانخراط في مدارس بلتامور صعبًا. صمّم مُؤلف أدب الأطفال المُدرس أيدن جامبر المصطلح الحرفي (حديث الكتب) في عام1985 في كتابه الخاص (الكتابة العرضية عن الأدب والأطفال).
في عام 1950، صُمم حديث الكتب لتشجيع المراهقين على قراءة الكتب كونهم يملكون الحرية لذلك، ولكنهم قرروا ألا يقرؤوا، اذ تتذرع فئة المراهقين لعدم القراءة بعدة اسباب، منها اعتقادهم أن القراءة فن ممل، وتفتقر إلى المتعة، وليست ضرورية. قُورنت الكتب بالتلفزيون، والأفلام السينمائية، والإنترنت، ووسائل التواصل الأخرى. في عام 1980، كان هنالك حديث كتب لفئة الشباب، مثالها حديث الكتب في المراكز الإرشادية، ومجاميع نقاشات الكتب الشبابية في المكاتب. قُيّد مجلس نقاش الكتب للشباب إلى اتجاه توصية عناوين جديدة للقراء أكثر من تشجعيهم على القراءة. وفي حدود عام 1990، صُمّم حديث الكتب كذلك لفئة الأطفال لتشجيع اختلاطهم بمهارة القراءة من سنٍّ مبكر، وركز هذا النشاط بنحو واسع لتعليم الأطفال قراءة الكتب الصورية.

## الهدف
غاية حديث الكتب الأساسية هي تشجيع المستمعين على تطوير مهارات القراءة والكتابة والتحدث بوساطة تطبيق أسلوب التعلم الذاتي من طريق فن القراءة. يُحاول متحدثو الكتب (متّبعو هذا الفن) دمج مهارات التعلم، ما يحوي بدوره نقاشات المواضيع، وأفكارًا للصحافة والصحف، والشعر، ومهارات كتابية إبداعية أخرى، ونقاشات مجتمعية، أو تقديمية شفهية كانت أم مرئية.  استُخدم حديث الكتاب المدارس وأمناء المكاتب العامة، والمعلمين، ومدربو القراءة على نطاق واسع، لجعل القارئ يتمتع بما يقرأ أو لتوصيته بكتب مشابهة؛ كونها أداة فعالة على تشجيع القراءة، إذ إنها استُخدمت قديمًا قبل ثورة الحواسيب الرقمية، ولا يزال يُستخدم إلى وقتنا الحالي. والجدير بالذكر أن أمناء المكاتب والفئة المثقفة من المجتمع استفادت من الشبكة العنكبوتية والإنترنت لتحديث وتطوير هذا الفن.

## أنواع حديث الكتاب

### التقليدية
يتكون من مُقدم يستخدم أدوات بسيطة ليدخل بها قلب الجمهور، حافظًا السيناريو الذي اخترعه ونسخة من الكتاب نفسه. يحب على سارد الكتاب أن يحافظ على انتباه الجمهور رغم عدم امتلاكه «صفارة وجرس»، إذ يُوفر الويب مصادر عدة (روابط خارجية وقراءة إضافية أسفل الصفحة) أمثلة عن طرائق تقديم الحديث. ينصح المدرسون والمكتبيون بقراءة المقدم جزءًا من الكتاب الذي سيقدمه، وبالتأكيد يجب على المُلقي جذب انتباه المتلّقين كأيِّ مُقدم تلفزيوني مع نقل شعور المتعة وشغف الحضور وتطبيق التواصل البصري.
فئات حديث الكتب، والمُلقي الأول غالبًا يكون  شخصية معروفة. تحوي عدة مجموعات، منها الرياضة، والكلاسيكيات، والتاريخ، والخيال العلمي، والاختراع الإبداعي، والرومانسية، والكتب القصيرة، والرعب، والفكاهة، وكُتب الشباب، والشعر، وروايات التخطيط المعماري، والخيال الواقعي المعاصر. يجب على فئة حديث الكتاب أن تحوي كتبًا متنوعة ضمن حدود الفئة المختار سلفًا. تعتمد عدد كتب السارد على عُمر المتلّقي. يُفضل الناس امتلاك المُلقي عدة كتب من فئات مختلفة جاهزة للسرد في حال بدأ الأول بفقدان الجمهور.
يُعد المقدم الأول الشخص الأنسب ليكون سارد المسرح المُمتع. يقدم السارد نفسه كونه شخصية من الكتاب،  اذ هو ليس بمقيد بشخصيات الجنس الواحد. بأي حال، يجب على السارد أن يضع في مخيلته استيعاب الجمهورعندما يقدم شخصيات من الجنس الآخر، لأن بعض الجماهير لايزالون يواجهون صعوبة في تخيل سير الأحداث خلال الحديث.
يَعد بعض أمناء المكاتب والأدبيين حديث الكتاب غير الخيالي الطريقةَ الأنسب لكسب قلوب فئة الشباب المراهقين، إذ يمنح الكتاب غير الخيالي الفرصة الرائعة للمُقدم لإخبارهم بوقائع حقيقية مذهلة، التي بدورها تثير عواطف المستمعين، وكذلك احتواؤها على مواضيع عدة، كالشعر، والتاريخ، والموسيقى، والترفيه، والفلكلور، والجرائم، وعلم النفس... يسمح السارد بمشاركة الجمهور في عملية السرد، كون الأول يستعرض عدة أسئلة للأخير منها:
مَنْ منكم سَمِّعَ بال___؟، هل سبق ورأيتم ___؟، من منكم يعلم ماهو___؟. هنالك أسلوب مقارب معروف لنقاش الكتاب غير الخيالي باستخدام: (تخيلات صورية وذهنية، حقائق جديرة بالذكر، إحصائيات مرموقة)، وقد يقدم السارد الحديث مُصنفًا فئة الكتاب خياليًا، ومفاجئة الجمهور في نهاية المسرحية بأنه غير خيالي.